# Ашхаузен, Иоганн Готтфрид фон
Иоганн Готтфрид фон Ашхаузен (нем. Johann Gottfried von Aschhausen; 12 августа 1575, Оберлауда — 29 декабря 1622, Регенсбург) — германский церковный деятель и писатель

-мемуарист, занимавший пост князя-архиепископа Бамберга с 1609 по 1622 и архиепископа Вюрцбурга с 1617 по 1622 год.

## Биография
Будущий архиепископ Иоганн Готтфрид родился 12 августа 1575 года в семейном имении в местечке Оберлауда. Он был седьмым из десяти детей в семье. Его род принадлежал к дворянско-рыцарскому сословию. Родоначальник династии ранее состоял на службе у свободных дворян замка Ашхаузен близ Краутхайма на Ягсте. Отцом Иоганна был бальи города Вюрцбурга Готтфрид фон Ашхаузен, матерью — Бригита, урождённая Зобель фон Гибельштадт, брат которой в 1577—1580 занимал должность архиепископа Бамберга. Крёстными родителями младенца стали магистр Тевтонского ордена в Бад-Мергентхайме Генрих фон Бобенхаузен и дядя Иоганн Георг.
Обучаясь в церковной школе, Иоганн Готтфрид посещал папскую семинарию в Фульде с 8 июня 1586 по 19 июля 1587 года. 31 июля 1590 года он поступил в Вюрцбургский университет на факультет гуманитарных наук. Окончил его три года спустя, получив степень магистра. По этому случаю его родственник по мужской линии, каноник (Домгерр) Петер фон Эренберг поздравил его сочинёнными в честь Иоганна гуманистическими стихами. Кроме этого будущий архиепископ получил от тогдашнего епископа Вюрцбургского Юлиуса Эхтер фон Меспельбрунна чётки. Следом Иоганн поступил на факультет церковного права в иезуитский университет в Понт-а-Муссон в Лотарингии, однако не окончил его из-за начавшейся эпидемии чумы и 29/30 октября того же 1593 года отправился обучаться богословию в Майнце. С 1594 года он проживал в курии Зеебах в Вюрцбурге.
10 сентября 1596 года в Бамбергском соборе состоялась инвокация. В тот момент обе пребенды стали вакантны благодаря тому, что брат Иоганна Филипп Генрих ушёл в отставку и стал мирянином после того, как самого Иоганна избрали в епископию Бамбергскую. 19 декабря 1598 года Юлиус Эхтер фон Меспельбрунн присвоил ему малый чин в церкви Святой Марии в Мариенберге. 18 сентября следующего года он получил иподиаконство. За его скорейшее рукоположение в католические священники выступала мать Иоганна, в то время как отец возражал, будучи приверженцем протестантского лютеранства. Процесс прошёл 22 декабря 1601 года в Бамберге, где Иоганн и проживал. Свою первую мессу он отслужил на Новый год, 1 января 1602 года во францисканской церкви Бамберга.

## Сочинения
- Johann Gottfried I (Würzburg, Bischof). Des Bamberger Fürstbischofs Johann Gottfried von Aschhausen Gesandtschafts-Reise nach Italien und Rom 1612 und 1613 :  [нем.] / Christian Häutle (hrzg). — Tübingen : Bibliothek des Litterarischen Vereins in Stuttgart[нем.], 1881. — 204 S., 2 S. fig. — (Bibliothek des Literarischen Vereins in Stuttgart ; Bd. 155). — OCLC 5061261.